# Nintendo 64
A Nintendo 64 (stilizálva NINTENDO64, röviden N64) a Nintendo ötödik generációs otthoni videójáték-konzolja. A nevét a 64 bites architektúrájú processzoráról kapta. A konzol a Super Nintendo Entertainment System utódjaként 1996. június 23-án jelent meg Japánban; 1996. szeptember 26-án először limitált példányszámban, majd szeptember 29-én hivatalosan Észak-Amerikában; 1997. március 1-én Európában és Ausztráliában és 1997. december 10-én Brazíliában. A Nintendo 64 volt az utolsó jelentősebb otthoni videójáték-konzol, ami ROM-kazettát használt a játékok tárolására egészen 2017-ig, amikor a Nintendo a Switchben újra alkalmazta.
A konzolt Project Reality kódnéven kezdte fejleszteni a Nintendo Integrated Research & Development. Eredetileg Ultra 64 néven jelent volna meg 1995 karácsonya előtt, de 1996-ig lett elhalasztva. Japánban a megjelenésekor 3 játék volt megvásárolható hozzá, a Super Mario 64, a Pilotwings 64 és a Saikjó Habu Sógi. A konzol két fő konkurense a Sony PlayStation és a Sega Saturn konzolja volt. Az Egyesült Államokban az ára 199,95 dollár volt, és a "Get N, or get Out!" (Vegyél N-t, vagy semmit!) szlogennel reklámozták. A konzolt és a kontrollereket később többszínű és mintázatú kiadásokban is kiadták, néhányat limitált példányszámban, melyeket eladtak vagy versenyeken díjként adtak át.
A Nintendo 64 forgalmazását a Nintendo 2003-ban hagyta abba. A konzol élettartama során 32,93 millió példányban kelt el világszerte. Utólag is többen elismerték, például 2009-ben a 9. legjobb konzolnak választotta az IGN. A konzolra megjelent játékok közül számos elérhető Wii-n és Wii U-n a Nintendo Virtual Console szolgáltatásán keresztül. A Nintendo 64 élettartamának lejárta után az egyik legnépszerűbb retrokonzol lett. Az utódja, a Nintendo GameCube 2001. szeptember 14-én jelent meg.

## Történet

### Fejlesztés
Az 1990-es évek elején a Nintendo a Nintendo Entertainment System (NES) kiadása után uralta a videójáték-ipart. Annak ellenére, hogy a NES utódja, a Super Nintendo Entertainment Systems sikeres volt, az eladásokat visszafogta a japán gazdasági recesszió. A Segával való hosszú ideje tartó versengés és az újonnan a piacra lépő Sony arra késztette a Nintendót, hogy egy új konzolt fejlesztésébe kezdjen, mert különben elveszíthetné a piacvezető szerepét. További probléma volt, hogy a Nintendo szigorú licencpolitikáját a külső fejlesztői nem szerették.
A Silicon Graphics Inc. (SGI) a grafikai vizualizáció és a szuperszámítás vezetőjeként arra törekedett, hogy bővítse vállalkozását azzal, hogy a technológiáját szélesebb vásárlói rétegeket érintő termékekhez adja, ezt a videójáték-iparral kezdte. Az SGI a MIPS R4000 szuperszámítógépekbe és munkaállomásokba szánt CPU-családja alapján egy alacsony fogyasztású processzort fejlesztett ki, 80–200 dollár közötti helyett 40 dolláros irányárral. A cég elkészített egy dizájnjavaslatot egy videójáték-konzol számára azért, hogy egy már tapasztalt partnert találjon a játékkonzol-piacon. James H. Clark, az SGI alapítója kezdetben ajánlatot tett a Sega vezérigazgatójának, Tom Kalinske-nek. A második kiszemelt cég a Nintendo volt.
A történeti részletei ezeknek az előzetes tárgyalásoknak vitatottak a két pályázó kiszemeltek között. Tom Kalinske elmondása alapján őt és Joe Millert, a Sega of Americától eléggé meggyőzte az SGI prototípusa annyira, hogy áthívták Japánból a hardverrészlegüket. A Sega Enterprise mérnökei azt állították, hogy az értékelésükben számos megoldatlan hardverproblémát és hiányosságot felfedeztek. Ezeket utólag kijavították, de a Sega már elvetette az SGI terveit. A Nintendo elutasította az összegző döntést, azzal érvelve, hogy az SGI végső partnerválasztása amiatt volt, mert a Nintendo vonzóbb üzleti partner volt a Segánál. Míg a Sega kizárólagos jogot igényelt a lapkára, a Nintendo egy nem zártkötű rendszerben akarta licencelni a technológiát. Michael Slater, a Microprocessor Report laptulajdonosa szerint az puszta tény, hogy ez egy jelentős üzleti kapcsolat, mert Nintendónak elképesztő képessége van nagy mennyiségek kezelésével. Ha működni fog, akkor az MIPS-t olyan mennyiségben adja el, amiről az SGI még soha nem álmodott.
James Clark találkozott a Nintendo vezérigazgatójával, Jamaucsi Hirosival 1993 elején, hogy elkezdjék a Project Realityt. 1993. augusztus 23-án a két cég bejelentette a globális társszövetséget és licencelési megállapodást, ami a Project Reality-t érintette, ez elővetítette, hogy a még névtelen lehetséges termék kifejezetten a Nintendo részére lesz fejlesztve, 1994-ben lesz árkádgépekben leleplezve, és otthoni használatra 1995 végén lesz elérhető 250 dollár alatti áron. Ez a nyilatkozat egybeesett a Nintendo 1993-as Shoshinkai kereskedelmi bemutatójával.
Mint a számítástechnikai ipar nagy részének, a Nintendónak is kevés tapasztalata volt a 3D-s grafikával, és számos külső céggel dolgozott együtt, hogy kifejlesszék a technológiát, amivel a konzol rendelkezni fog. Néhány lapkatechnológiát a NEC, a Toshiba és a Sharp biztosított. A Nintendo akkor szerezte meg az MIPS Computer Systemst, és ketten együtt dolgoztak egy alacsony árú, valós idejű 3D-s grafikájú hardveren. Az SGI és a leányvállalkozása, az MIPS Technologies volt felelős az R4300i mikroprocesszorért és a 3D-s grafikai hardverért a Nintendo 64-ben.

### Megjelenés

#### Marketing
A Nintendo a konzol megjelenése előtt egy új marketingstratégiát vezetett be, ami azt jelentette, hogy a Nintendo 64 az előzőleg kiadott Nintendo-konzolokkal ellentétben világszerte egységesen a Nintendo 64 néven jelenik meg. Ez alól kivétel volt Dél-Korea, ahol a hatályban lévő, a Japánból érkező kulturális termékekre bevezetett tilalom miatt a Nintendo a Hyundainak licencelte a konzolt, ami miatt a Hyundai Electronics Hjonde Khomboi 64 (hangul: 현대 컴보이64, RR: Hyeondae Keomboi 64) néven jelentette meg.

### Fogadtatás
A Nintendo 64 alapjában véve pozitív fogadtatást kapott a kritikusoktól. A kritikusok dicsérték a konzol fejlett 3D-s grafikai képességeit és játékmeneti képességeit, de a játékok hiányát sérelmezték. 1996 februárjában a Next Generation magazin az Ultra 64-et a videójátékok legjobban őrzött titkának és a világ legerősebb játékgépének nevezte. A konzol 1995. november 24-ei bemutatását a 90-es évek, ha nem minden idők legjobban várt videójátékos eseményének nevezte. A Times nem sokkal a Nintendo 64 megjelenése előtti bemutatójában dicsérte a realisztikus mozgást és játékmenetet, amit a gyors grafikai számítás, a nyomásérzékeny kontroller és a Super Mario 64 nyújtott. A bemutató dicsérte a leggyorsabb és leggördülékenyebb játékélményt, amit valaha eddig joystickkal elérhetővé vált egy professzionális mozgással egyetemben, ahol először a képernyőn történő események valóságosnak tűnnek. A megjelenésnél a Los Angeles Times a gépet egyszerűen a piacon a leggyorsabb és legszebb játékgépnek nevezte. A kialakítását kicsinek és könnyűnek írták le, ami egy strapabíró játékszer, nem úgy, mint a viszonylag törékeny Sega Saturn. A videójáték-piacon több éve tartott mély visszaesés miatti aggodalmat mutatja, hogy a bemutatóban a sokáig késleltetett Nintendo 64 megérte a várakozást a Nintendo minőség iránti törekvésében.

### Eladások
A konzolból a megjelenése utáni 3 napban 350 000 és 500 000 között fogyott. Észak-Amerikában az első 4 hónapban 500 000-t adtak el, így több fogyott a PlayStationnél és Saturnnél is. Az eladások az észak-amerikai kiadás utáni első évben 3,6 millióra nőtt. Japánban nem volt olyan sikeres, a PlayStation és a Saturn eladásai is magasabbak voltak. Ezt főként a Nintendo 64-re megjelent kevés szerepjátékok miatt magyarázzák. 2009. december 31-ig összesen 5,54 millió fogyott Japánban, 20,63 millió Észak- és Dél-Amerikában és 6,5 millió más régiókban.

## Játékok
A konzolra összesen 388 játék jelent meg hivatalosan, amik közül néhány csak egy vagy két régióban jelent meg. A konkurens PlayStationre és Sega Saturnra összesen több játékot adtak ki, de a konzolgeneráció legtöbb példányban eladott játéka a Nintendo 64-re megjelent Super Mario 64, amiből 11 millió darab kelt el, míg a második a PlayStationre kiadott Gran Turismo 10,85 millióval.
| Név                                  | Fejlesztő      | Megjelenési dátum   | Eladott darab |
| ------------------------------------ | -------------- | ------------------- | ------------- |
| Super Mario 64                       | Nintendo EAD   | 1996. június 23.    | 11,91 millió  |
| Mario Kart 64                        | Nintendo EAD   | 1996. december 14.  | 9,87 millió   |
| GoldenEye 007                        | Rare           | 1997. augusztus 25. | 8,09 millió   |
| The Legend of Zelda: Ocarina of Time | Nintendo EAD   | 1998. november 21.  | 7,6 millió    |
| Super Smash Bros.                    | HAL Laboratory | 1999. január 21.    | 5,55 millió   |
| Pokémon Stadium                      | Nintendo EAD   | 1999. április 30.   | 5,46 millió   |
| Donkey Kong 64                       | Rare           | 1999. november 22.  | 5,27 millió   |
| Diddy Kong Racing                    | Rare           | 1997. november 14.  | 4,88 millió   |
| Lylat Wars                           | Nintendo EAD   | 1997. április 27.   | 4 millió      |
| Banjo-Kazooie                        | Rare           | 1998. június 29.    | 3,65 millió   |

### Game Pak
A Nintendo 64-játékok ROM-kazettákon vannak. A kazetta mérete 4 MB-tól 64 MB-ig terjedhet. Sok játéknál elérhető a kazettára való mentés. A Nintendo számos érvet sorolt fel, hogy miért lesz a Nintendo 64 kazettaalapú. A ROM-kazetta melletti döntés egyik érve a sokkal gyorsabb betöltési idő a CD-alapú játékokkal szemben. A PlayStationön gyakran jön elő töltőképernyő, míg a Nintendo 64-nél ez ritka.

### Emuláció
A Nintendo 64-re megjelent játékok közül számos emulálható Wii-n és Wii U-n a Virtual Console szolgáltatás segítségével.
Különböző platformokra is megjelentek Nintendo 64-emulátorok:
| Név         | Verzió | Platform                      |
| ----------- | ------ | ----------------------------- |
| Mupen64Plus | 2.5    | Windows, OS X, Linux, FreeBSD |
| Project64   | 2.3.2  | Windows, Xbox                 |
| UltraHLE    | 1.0    | Windows, Xbox                 |
| Nemu64      | 0.8    | Windows                       |
| Mupen64     | 0.5.1  | Windows, OS X, Linux, FreeBSD |
| 1964        | 1.2    | Windows, Xbox                 |

## Kiegészítők
A Nintendo 64-hez számos kiegészítőt gyártott a Nintendo és külső cégek, amelyeket a konzolba vagy a kontroller hátuljába lehet illeszteni. Ezekkel a kiegészítőkkel plusz funkciók érhetőek el a konzolon. A Nintendo által gyártott vagy licencelt kiegészítők típusszáma NUS mozaikszóval kezdődik, ami a Nintendo Ultra Sixty Fourt jelenti.

### Nintendo-termékek
| Név                    | Típusszám | Leírás | Kép |
| ---------------------- | --------- | --- | --- |
| Nintendo 64            | NUS-001   | A Nintendo 64 alapgép, más néven Control Deck, bármilyen kiegészítő vagy tartozék nélkül. Először 1996. június 26-án jelent meg Japánban. Az alapgép több színben is megjelent, a színváltozatokról lentebb olvashatsz. |     |
| AC Power Supply        | NUS-002   | A konzol tápegysége, amit a gép mellé csomagoltak. A hátulján lévő 6 pines csatlakozóba csatlakoztatva használható. A Nintendo 64-gyel együtt árulták. |     |
| RF Modulator           | NUS-003   | Az RF Modulator a Nintendo 64-et köti össze a televízióval RF antennabemeneten keresztül. Főként a régebbi, kompozit csatlakozó nélküli készülékekhez tervezték. Ez a kiegészítő használható a GameCube-bal és a Super Nintendóval is. Az RF Modulatorral egy csomagban árultak egy másik tartozékot RF Switch (NUS-009) néven, ami az RF bemenetet osztja két felé. |     |
| Controller Pak         | NUS-004   | A konzol külső memóriakártyája, aminek használatával a kontroller hátuljába helyezve lehetővé teszi a játékban lévő adatok (játékállás, beállítások) tárolását. A Controller Paket néhány játék tudja használni, némelyikhez pedig szükséges is. Fő célja a játékosok közötti adatcsere volt, mert a kazettákon lévő memóriát nem lehetett cserélni. Ezt a kiegészítőt főként külső fejlesztők által fejlesztett játékok használják.                                                     |     |
| Controller             | NUS-005   | Egy "M" formájú kontroller, amin 10 gomb található és egy digitális elven működő kar. A hátulján található egy bővítőhely, amibe különböző tartozékokat lehet csatlakoztatni. |     |
| Game Pak               | NUS-006   | A Nintendo az általa használt ROM-kazettáknak a Game Pak nevet adta. A konzol tetején lévő résbe helyezve használható. A kazetta mérete 4 MB és 64 MB között volt. Néhány kazettában belső EEPROM is kapott helyet, ami a játék mentésére szolgált. Az adatátviteli sebessége 5.3MB/sec. |     |
| Expansion Pak          | NUS-007   | 1999-ben jelent meg, és a Nintendo 64 RAM-ját bővíti fel 4 MB-ról 8 MB-ra. Eredetileg a 64DD-hez tervezték a nagyobb rendszerigényű alkalmazásokhoz. Az N64-es játékok közül néhány a használatával magasabb felbontásban vagy nagyobb képkockaszámmal tud futni, 3 játékhoz pedig kötelező a használata. A konzol tetején lévő fedőt felszedve lehet az alapból behelyezett Jumper Paket kicserélni az Expansion Pakre. Készült egy műanyag pálcika (NUS-012), ami a kiszedésben segít. |     |
| Jumper Pak             | NUS-008   | A konzol tetején lévő Expansion Bay nevű bővítőhelybe van alapból betéve az üres hely kitöltése szempontjából. |     |
| RF Switch              | NUS-009   | Az RF Modulatorral együtt árult elosztó. Lehetővé teszi a Nintendo 64 és egy másik RF csatlakozón érkező jel közötti váltást. Az RF Switch a két bejövő jel között automatikusan vált. |     |
| 64DD                   | NUS-010   | A Nintendo 1999-ben kiadott egy kiegészítő perifériát, a 64DD-t. A 64DD a konzol alján található portba csatlakozik, és elérhetővé teszi a többjátékos módot a 64DD-re kiadott játékoknál a beépített modem által. A periféria csak Japánban jelent, és alacsony eladásai miatt kereskedelmi bukásnak lett elkönyvelve. |     |
| 64DD Disc              | NUS-011   | A 64DD-ben alkalmazott adathordozó. A mágneses lemez tárolókapacitása 64 MB. |     |
| Expansion Pak Ejector  | NUS-012   | Az Expansion Pakkel együtt árusított műanyag pálca, ami a Jumper Pak kivételét segíti. |     |
| Rumble Pak             | NUS-013   | A Nintendo 64 kontrollerének hátuljába helyezendő kiegészítő. Erő-visszacsatolást biztosít a játékosnak vibrációként. A játékmenet közben bizonyos jeleneteknél rezeg, hogy még realisztikusabb élményt nyújtson. A kiegészítő külön és a Lylat Wars játékkal együtt csomagolva is kapható volt. Külön áramellátás kellett neki 2 db AAA elem formájában. |     |
| Cleaning Cassette      | NUS-014   | A gép kazettaportjába csatlakoztatható tisztító kazetta. |     |
| Cleaning Pak           | NUS-015   | A kontroller portjába illeszthető tisztító eszköz. |     |
| Cleaning Stick         | NUS-016   | Egy pálcika a kazetták és csatlakozók tisztításához. Az egyik vége a tisztításhoz, a másik a szárításhoz van. |     |
| Mouse                  | NUS-017   | A 64DD vizuális felületet használó játékaihoz készült kétgombos mechanikus egér. |     |
| Transfer Pak           | NUS-019   | A kontroller hátuljába csatlakoztatható kiegészítő. A Nintendo 64 és a Game Boy és Game Boy Color játékai közötti adatátvitelt biztosította. A Pokémon Stadium játékkal együtt árulták. A Game Boy Camera Game Boy-kiegészítőt használva a Mario Artist 64DD-játékokban fényképeket is lehetett készíteni. |     |
| VRU                    |           | A VRU (Voice Recognition Unit) a kontrollerportba csatlakoztatható beszédfelismerő eszköz. Csak a Hey You, Pikachu! és a Densa de Go! 64 játék kompatibilis vele. Külön csomagban és a Hey You, Pikachu!-val is megvásárolható volt. Három fő részből áll (NUS-020, NUS-021, NUS-026) és még két tartozék van (NUS-022, NUS-025), amikből az egyik volt mellékelve a megvásárolt csomagtól függően.                                                                                      |     |
| VRU                    | NUS-020   | A VRU csomagjának része. Egy támaszték a mikrofonnak (NUS-021), ami a konzol 4-es kontrollerportjába kell csatlakoztatni. |     |
| VRU                    | NUS-021   | A VRU csomagjának része. Egy mikrofon, ami a támasztékba csatlakozik. |     |
| VRU                    | NUS-022   | A VRU-hoz használható tartozék. Egy fejhallgató-kinézetű csíptető, amibe be lehet helyezni a mikrofont a kéz nélküli használathoz. |     |
| Mairo no Photopi       | NUS-023   | A Mario no Photopi ROM-kazettája. A tetején található két SmartMedia memóriakártya-foglalat a képek beviteléhez, hogy szerkeszthetőek legyenek. |     |
| VRU                    | NUS-025   | A VRU-hoz használható tartozék. Egy csíptető, amivel a mikrofont a kontrollerhez csatolni. A Hey You, Pikachu! játékkal volt megvásárolható egy csomagban. |     |
| VRU                    | NUS-026   | A VRU csomagjának része. Egy sárga mikrofonszivacs a VRU mikrofonjához. |     |
| Video Capture Cassette | NUS-028   | A Mario Artist 64DD-játékokhoz való videofelvevő eszköz. A konzolba helyezhető kazetta elején található kompozit- és sztereó hangbemenet és egy jack csatlakozó. A Mario Artist: Talent Studio játékkal együtt árulták. |     |
| Modem                  | NUS-029   | Egy 28.8kbps sebességű modem egy kazettán. A 64DD-n elérhető Randnethez volt szükséges. |     |
| Pikachu Nintendo 64    | NUS-101   | A Nintendo 64 alapgépnek a Pikachu-kiadása. A többi színváltozattal ellentétben ezt külön modellszámmal jelölték. Narancssárga-citromsárga és citromsárga-kék változatban elérhető. A 64DD-vel nem kompatibilis. |     |
| Morita Shogi 64        | NUS-NMSJ  | A Morita Shogi 64 sógijáték ROM-kazettája. A tetején egy modem található, amivel az internetre csatlakozva más játékosok ellen lehet játszani. |     |
| Stereo AV Cable        | SHVC-008  | Kompozit kábel |     |
| S-Video Cable          | SHVC-009  | S-video kábel |     |

### Licencelt termékek
| Név                        | Típusszám     | Leírás | Kép |
| -------------------------- | ------------- | --- | --- |
| Bio Sensor                 | NUS-A-BIO-JPN | A kontroller hátuljába csatlakoztatható pulzusszám-mérő. Csak Japánban jelent meg, és a Tetris 64 játékkal működött csak. A játékos fülére csíptetve a végét a pulzusszáma szerint lassul vagy gyorsul be a játék. A Seta gyártotta és a Nintendo licencelte. |     |
| ASCII pad 64               | ASC-0901      | |     |
| Tsuricon 64                | ASC-0905      | A Tsuricon 64 (つりコン64) egy Nintendo 64-be csatlakoztatható horgászbot-kontroller, amit az ASCII Corporation gyártott. A kiegészítő csak Japánban jelent meg, és csak néhány horgászjátékkal kompatibilis.                                                 |     |
| Densha de Go! 64 Kontorōra | TCPP-20003    | Egy kontroller, ami a konzol 3-as kontrollerportjába csatlakoztatható. Csak a Densha de Go! 64 vonatszimulátorral kompatibilis, és a játékkal együtt árulták.                                                                                                 |     |
| Joy Card 64                | HC-739        | |     |
|                            | HN6-01        | Kompozit kábel egy másik kompozit bemenettel, hogy a Nintendo 64 mellett egy másik készüléket is lehessen használni. A kábelen található kapcsolóval lehet váltani a bejövő jel között.                                                                       |     |
|                            | HN6-02 – 6    | Az eredeti Nintendo 64-kontroller módosított változata. A három kar helyett csak a középső van, a másik kettő le van kerekítve. |     |
|                            | HN6-02 – 7    | |     |

### Külső cégek termékei
| Név              | Típusszám | Leírás | Kép |
| ---------------- | --------- | --- | --- |
| Doctor V64       |           | A Bung Enterprises Ltd. által gyártott fejlesztői és adatmentő eszköz. A Nintendo 64 alján található csatlakozóba helyezve lehet audió CD-t és Video CD-t lejátszani.                                 |     |
| GameShark        |           | Csalóeszköz, amit az Interact gyártott. A kazetta tetején lévő csatlakozóba helyezhető a játékkazetta, így különböző csalókódokat lehet használni.                                                    |     |
| GameShark Online |           | A GameShark módosított változata egy beépített modemmel. Interneten keresztül e-mail szolgáltatás volt elérhető. Az eszközhöz billentyűzetet és egeret is mellékeltek.                                |     |
| GB Hunter        |           | Az EMS Production Ltd. által gyártott kiegészítő. A konzolba csatlakoztatva lehet Game Boy-játékokat játszani. A Game Boy-játék elindításához szükséges egy Nintendo 64-játék is.                     |     |
| N64 Passport     |           | Az EMS Production Ltd. által gyártott csalóeszköz, ami elérhetővé teszi a különböző régiójú játékok játszását a Nintendo 64-en.                                                                       |     |
| High Rez Pack    |           | Az Expansion Pak olcsóbb változata, amit Mad Catz Interactive Inc. gyártott. |     |
| Tremor Pak       |           | A kontrollerbe csatlakoztatható memóriakártya és rezgéssel erő-visszacsatolást nyújtó kiegészítő. |     |
| Tristar 64       |           | A konzol kazettacsatlakozójába helyezhető eszköz, amivel NES- és SNES-játékokat lehet játszani. A kiegészítőn három kazettacsatlakozó található.                                                      |     |
| DexDrive         |           | Egy memóriakártya-olvasó, amivel soros porton lehet csatlakoztatni a memóriakártyát a számítógéppel. A kártya és a számítógép között lehet mentéseket átmásolni. A DexDrive-ot az InterAct gyártotta. |     |
| Mr. Backup Z64   |           | Egy adatmentő eszköz, amit a Harrison Electronics gyártott. A konzol kazettacsatlakozójába illesztve lehet Zip Drive-ról játékokat betölteni.                                                         |     |
| CD64             |           | Egy adatmentő eszköz, amit a UFO/Success Company gyártott. ROM fájlokat lehet vele lejátszani CD-ROM-on keresztül.                                                                                    |     |

### 64DD
A Nintendo kiadott egy perifériát a Nintendo 64-hez 64DD néven (a DD a Disk Drive rövidítése). A konzol alján található bővítőhelybe helyezve a Nintendo 64-et egy internetes eszközzé, multimédia-rendszerré és egy még fejlettebb játékplatformmá lehet átalakítani. A perifériával a Nintendo 64-re kiadott lemezformátumú játékokat lehet játszani, felvételt készíteni külső videojelről és az internetre csatlakozni a japán Randnet szolgáltatással. A periféria 1999-es bemutatása után nem sokkal leállították a gyártását. Összesen 9 játék jelent meg rá, köztük 4 Mario Artist játék. Számos a 64DD-re tervezett játék jelent meg kazettán vagy egy másik játékplatformon. A 64DD csak Japánban jelent meg, habár amerikai és európai megjelenést is ígértek.

## Technikai specifikációk

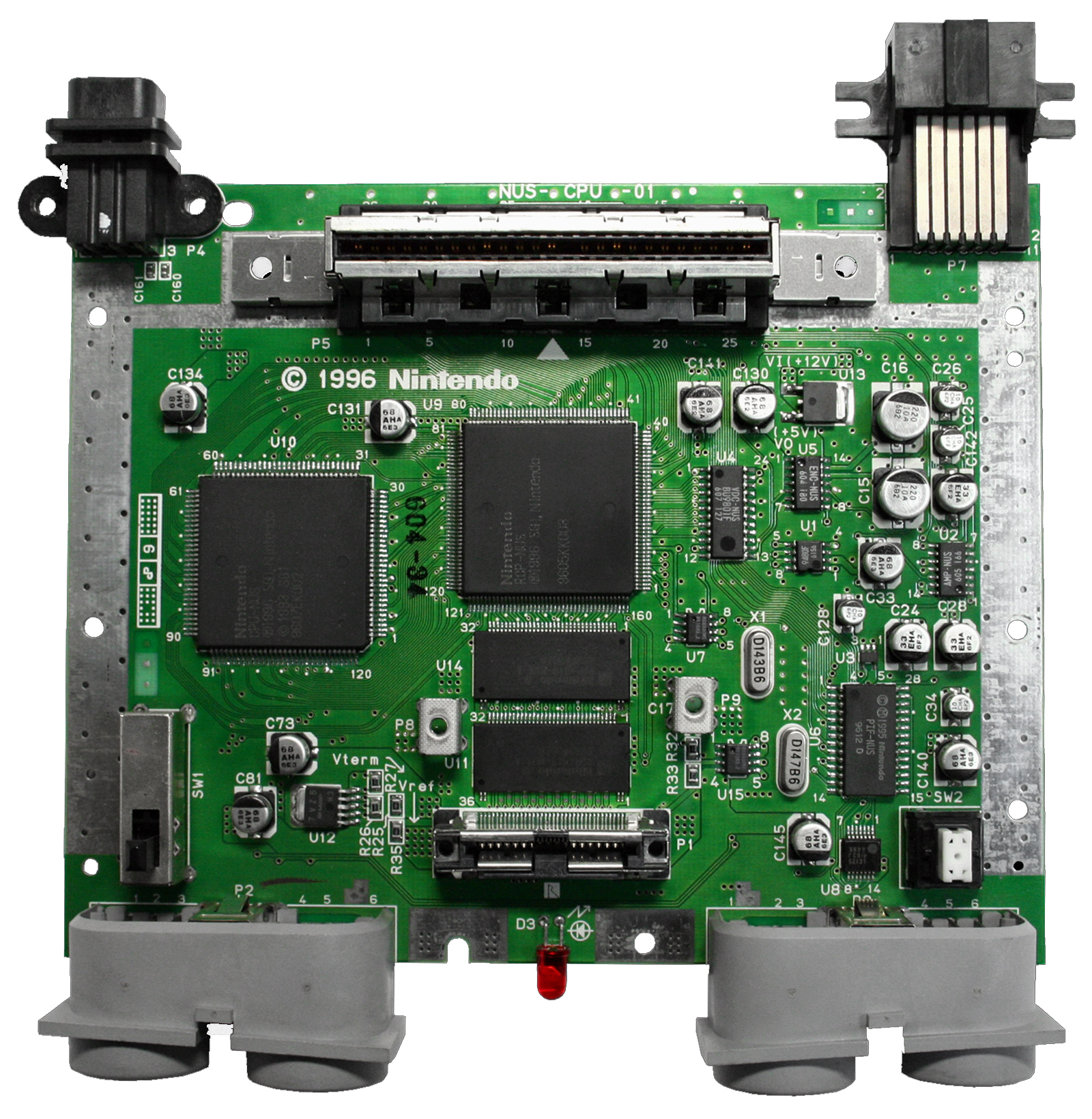
A Nintendo 64 alaplapja

- Processzor: SGI (NEC) 64 bites MIPS R4300i RISC (93,75 MHz), 24 KiB L1 gyorsítótár, 125 MIPS, 250 MB/mp sín
- Társprocesszor: SGI 64 bites RCP (62,5 MHz), 100 MFLOPS, 150K poligon/mp, 32 bites szín, 500 MB/mp sín
  - Reality Co-Processor a grafikai komponensekért és a hangképzésért
  - Két integrált processzor: az RDP (Reality Drawing Processor) és az RSP (Reality Signal Processor)
- Memória: 500 MHz Rambus DRAM (4 MB vagy 36 Mbit, Expansion Pakkel 8 MB vagy 72 Mbit) egyesített memóriaarchitektúra
- Grafika: 256×224-től 646×486-ig NTSC, illetve PAl régióban 768×576 képpontos felbontás
  - Jel: kompozit és S-Video kimenet
  - Színmélység: 32-Bit
  - Képességek:
    - váltottsoros képmegjelenítés
    - depth buffering
    - valósidejű élsimítás
    - motion blur
    - Realisztikus textúrázás (Trilineare Mip-Map-Interpolation, Environment-Mapping, Perspektivkorrektur)
- Hang: ADPCM, 16-Bit sztereó (44,1 kHz), Dolby Surround
- Méret (Sz×H×M): 260 mm × 190 mm × 73 mm
- Súly: 1100 g

### Színváltozatok

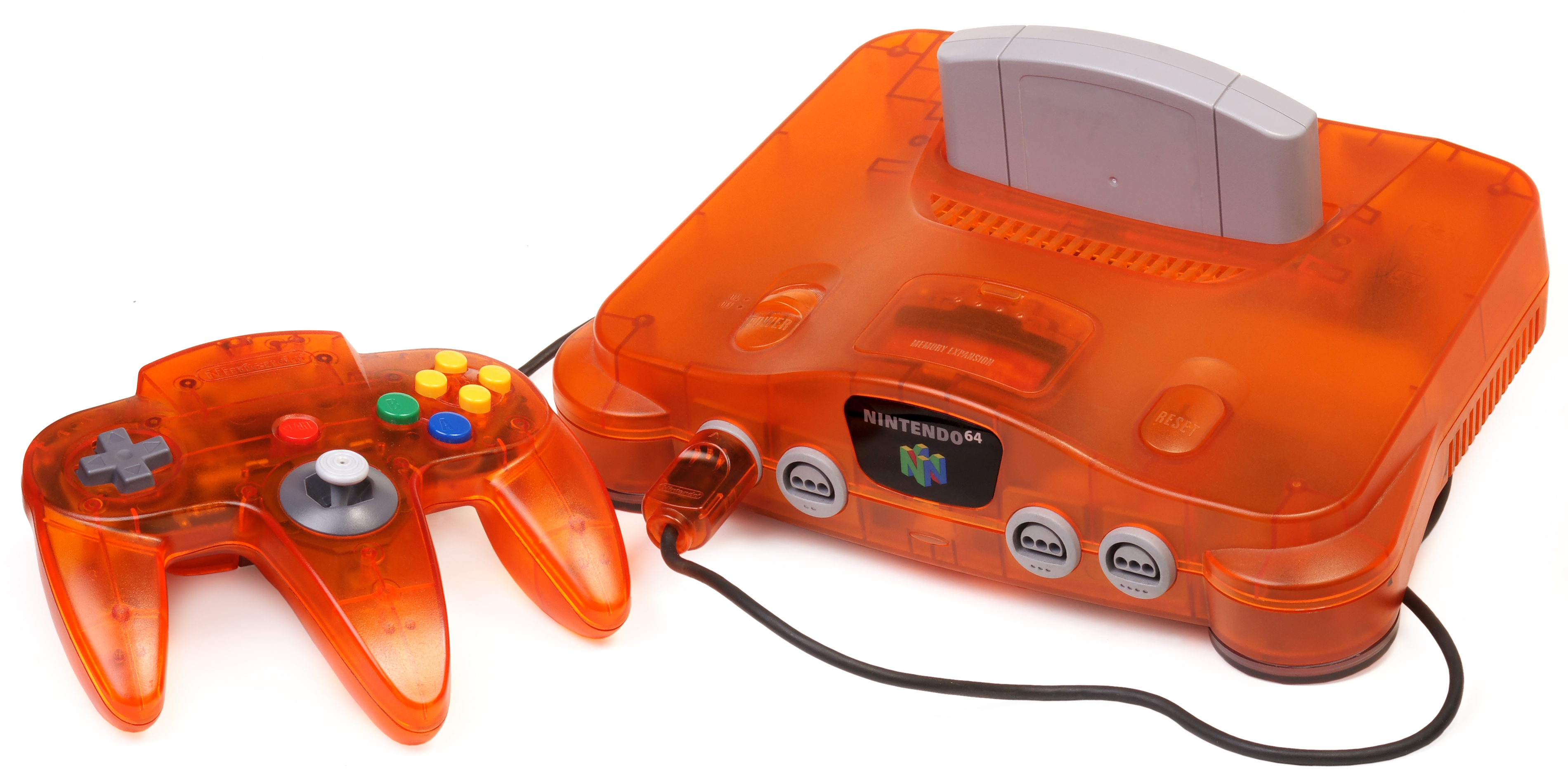
Fire Orange
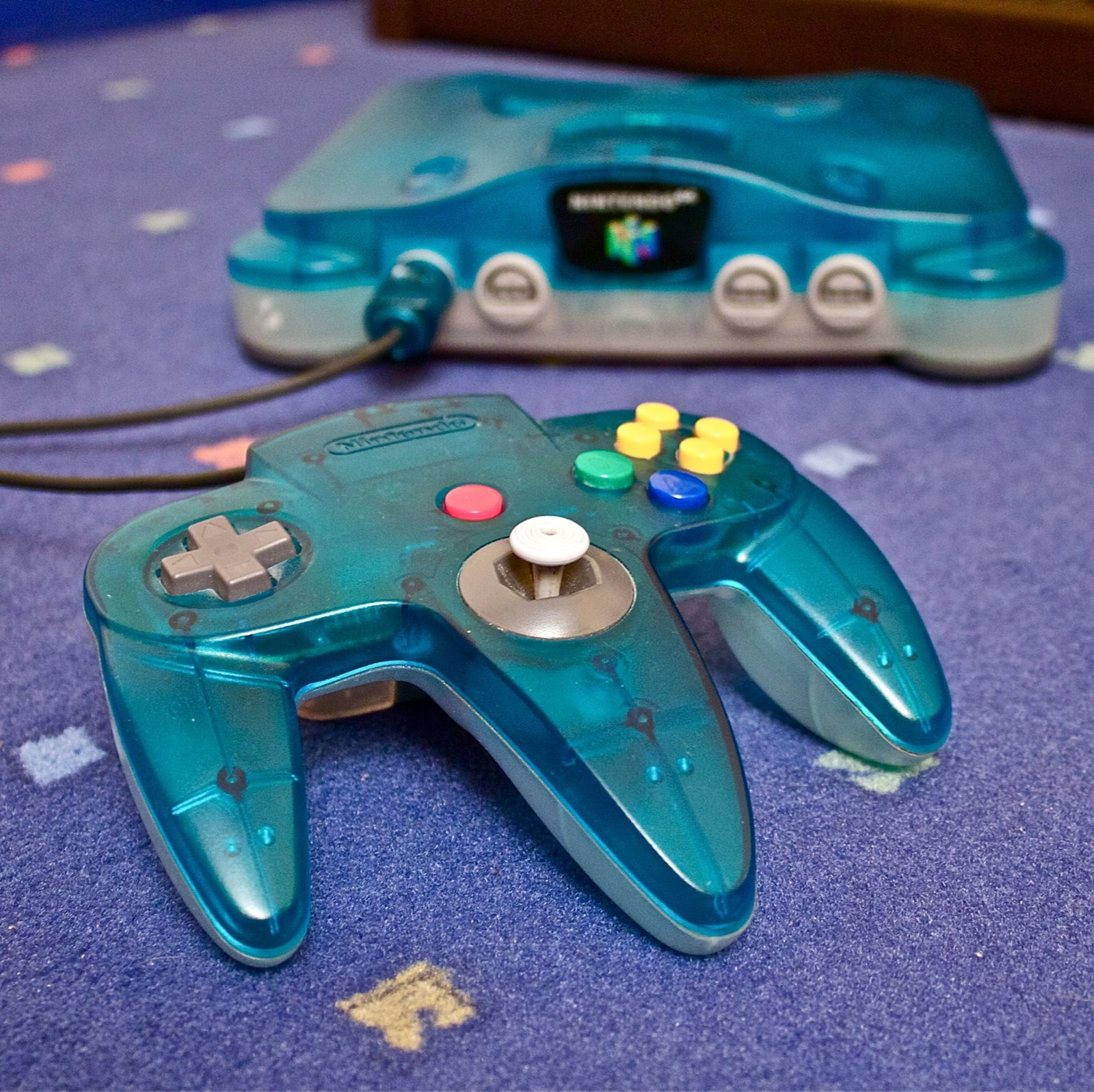
Clear Blue / White
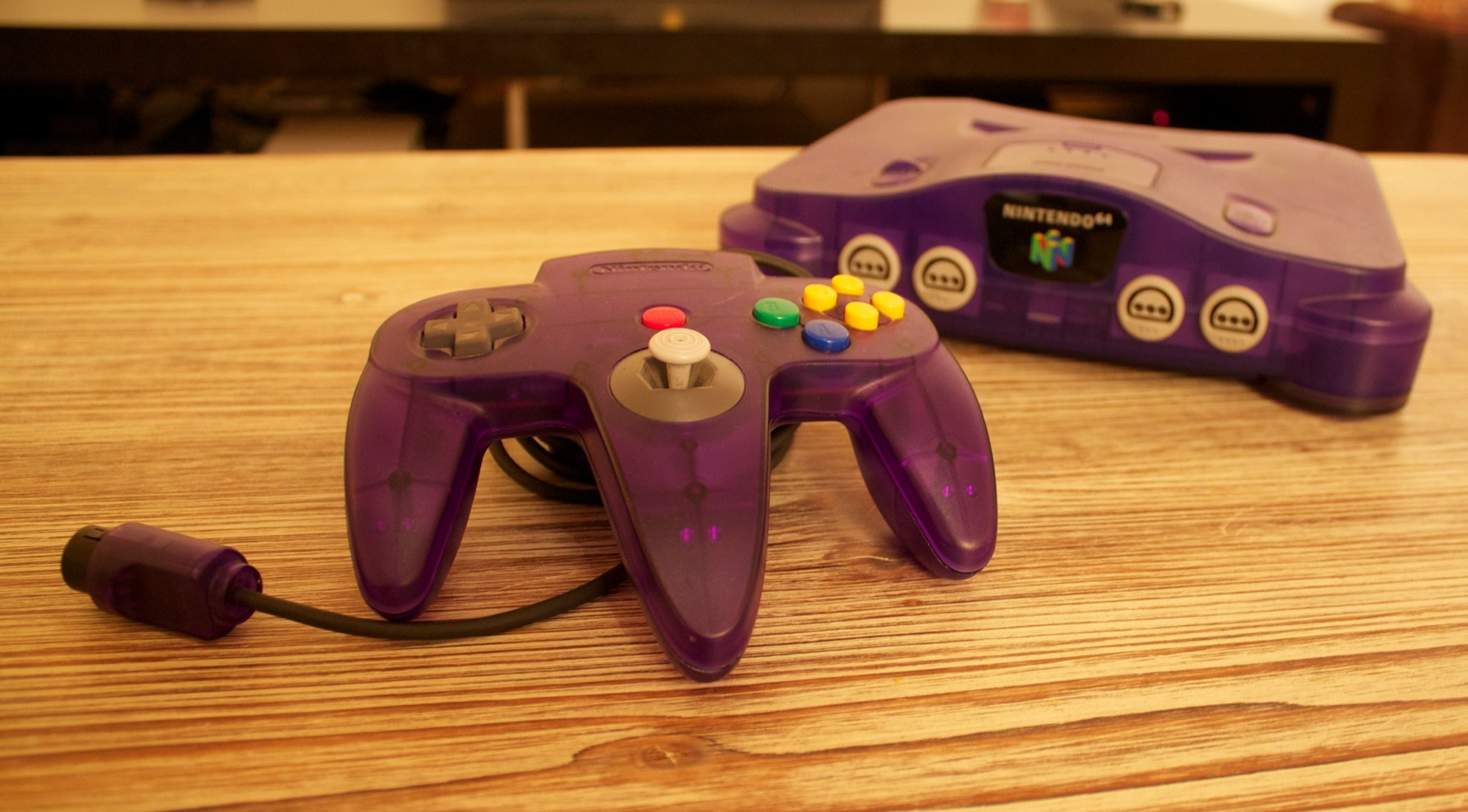
Grape Purple
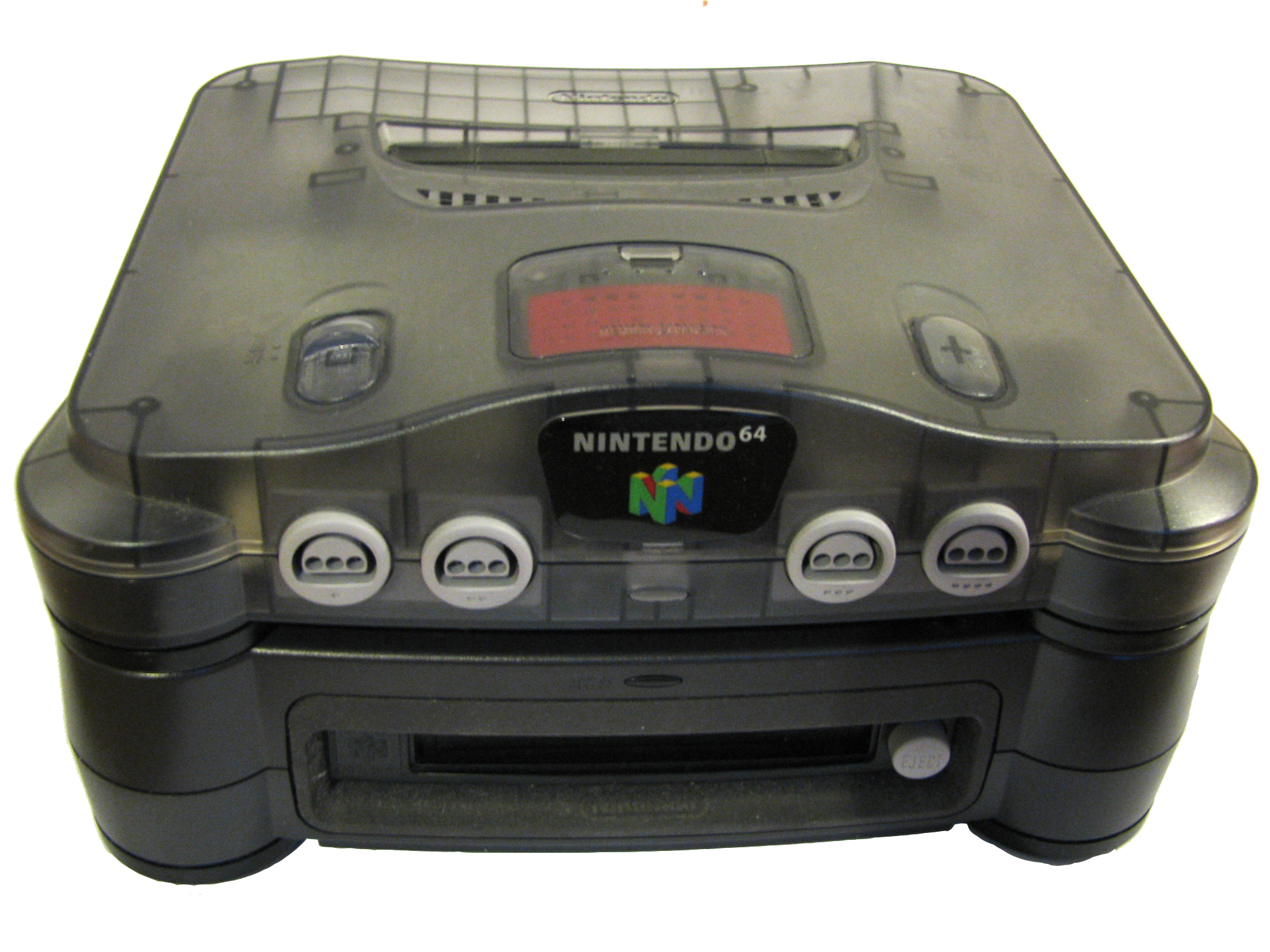
Smoke Black
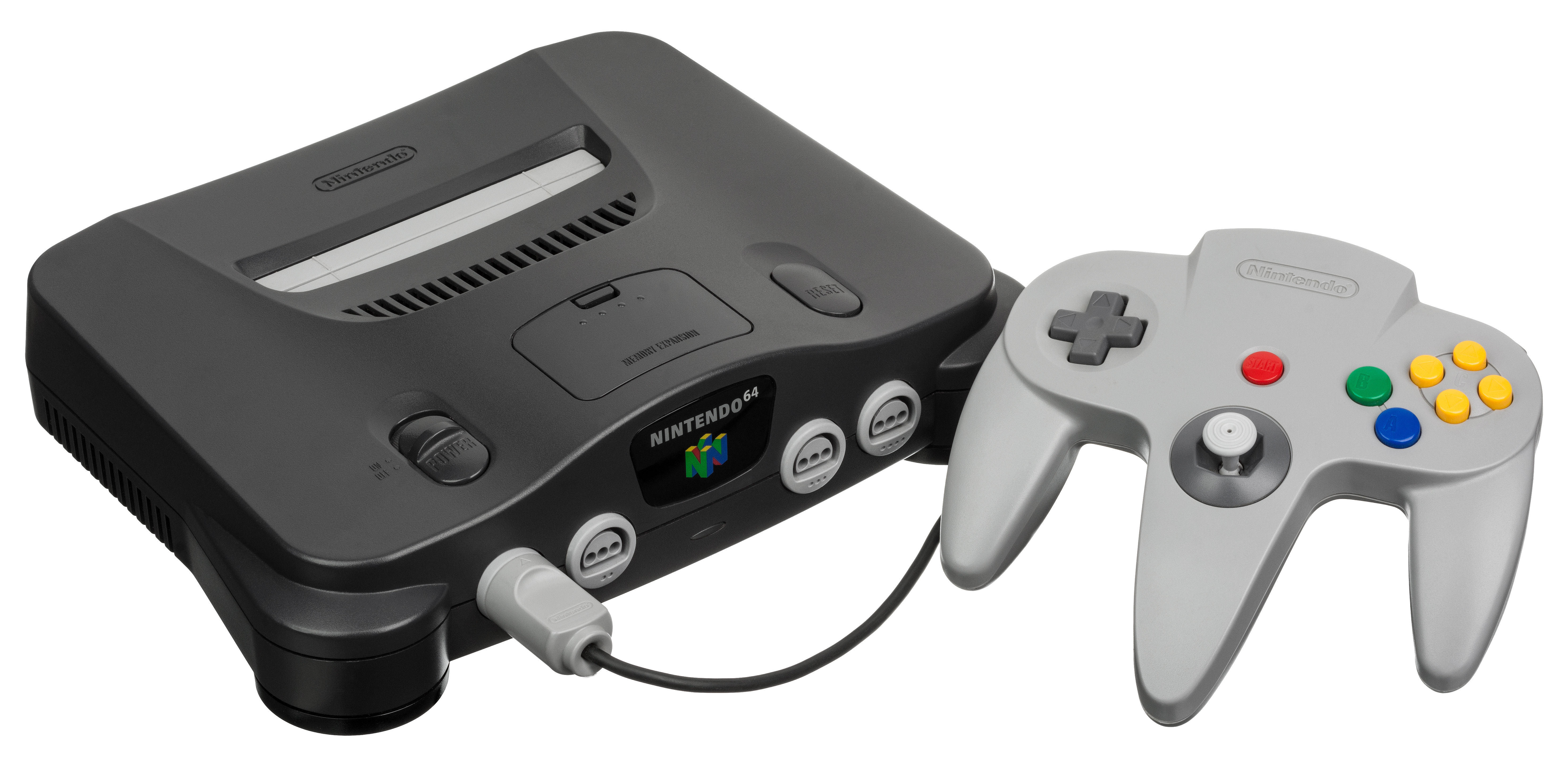
Charcoal
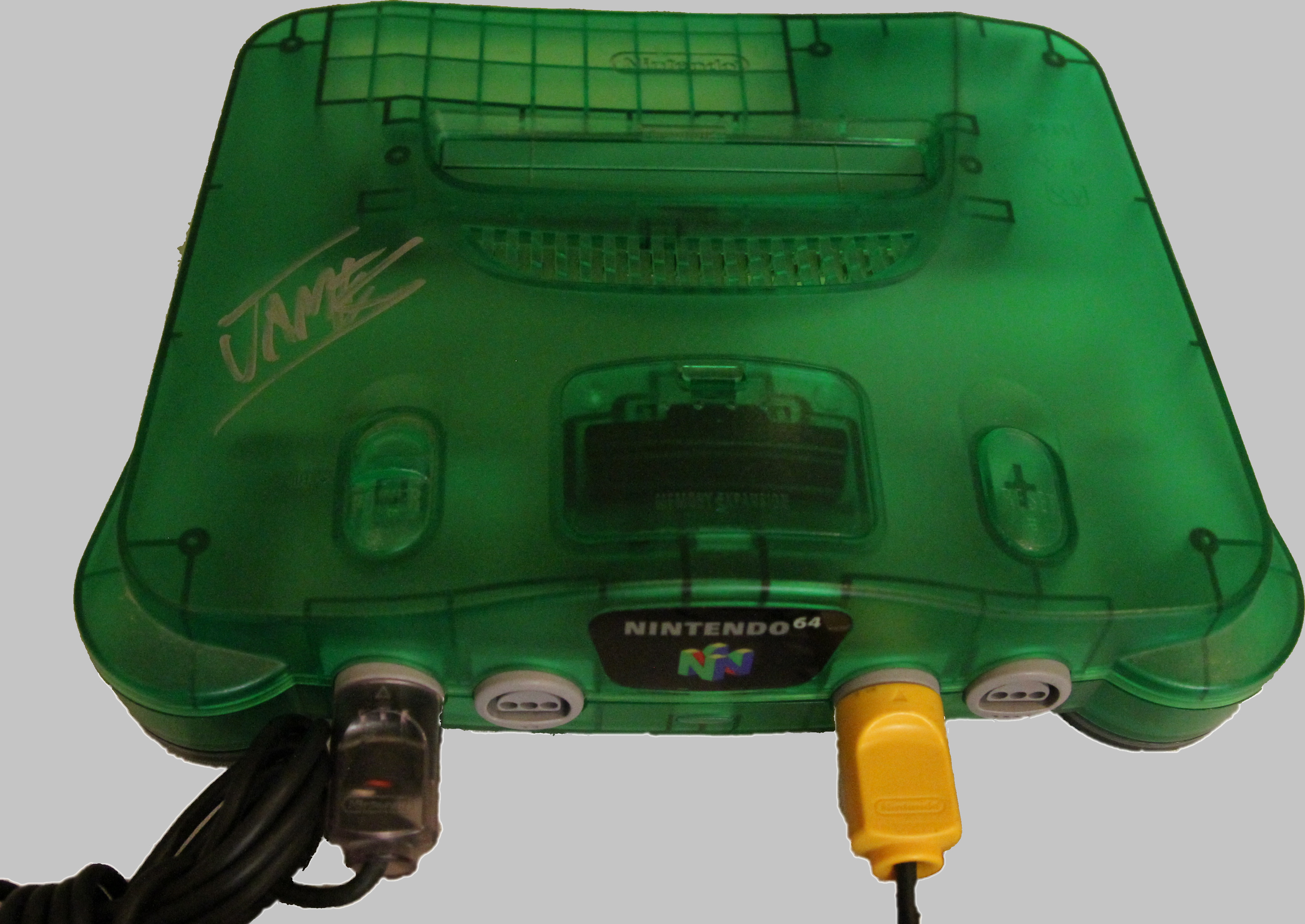
Jungle Green
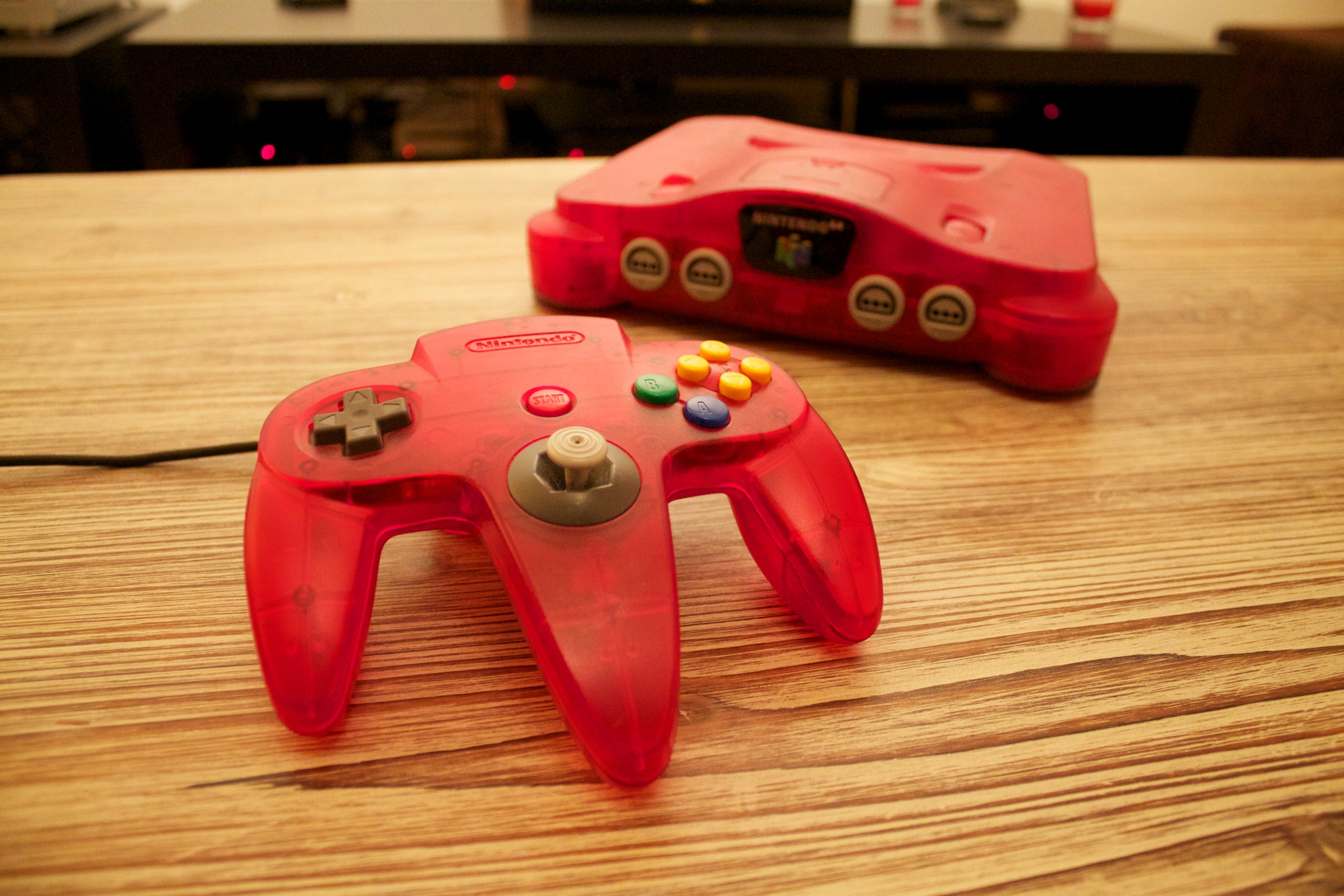
Watermelon Red

A Nintendo 64 életének során többféle kiadásban is megjelent. A PlayStationnel ellentétben a különböző kiadások nem a csatlakozók számában vagy a technikai képességekben különböztek, hanem a konzolok és a kontrollerek színében.
- Charcoal: A Nintendo 64 alap változata, ami a megjelenésekor kapható volt. A színe sötétszürke, a hozzáadott kontroller pedig világosszürke színű.
- Funtastic Series: 6 részes konzolsorozat, amiben mindegyik Nintendo 64 konzol egy egységes színben van.
  - Jungle Green: Egységesen zöld színű konzol és kontroller.
  - Ice Blue: Egységesen kék színű konzol és kontroller.
  - Grape Purple: Egységesen lila színű konzol és kontroller.
  - Fire Orange: Egységesen narancssárga színű konzol és kontroller.
  - Smoke Black: Egységesen világos fekete színű konzol és kontroller.
  - Watermelon Red: Egységesen piros színű konzol és kontroller.
- Pikachu Edition: Felül kék, alul citromsárga konzol és kontroller. A konzol tetején van egy domború pokélabda, ami bekapcsológombként szolgál, és egy domború Pikachu, aminek a bal lába az újraindítógomb.
- Battle Set: Felül kék, alul citromsárga színű konzol és kontroller. A konzol bal oldalán egy Pokémon-logó, a jobb oldalán a sorozatból karakterek.
- Clear Blue / White: Felül kék, alul fehér színű konzol és kontroller.
- Clear Red / White: Felül piros, alul fehér színű konzol és kontroller.
- Gold: Egységesen arany színű konzol és kontroller.
- Daiei: Felül narancssárga, alul fekete színű konzol és kontroller. Csak Japánban jelent meg a Daiei boltokban.

## iQue Player

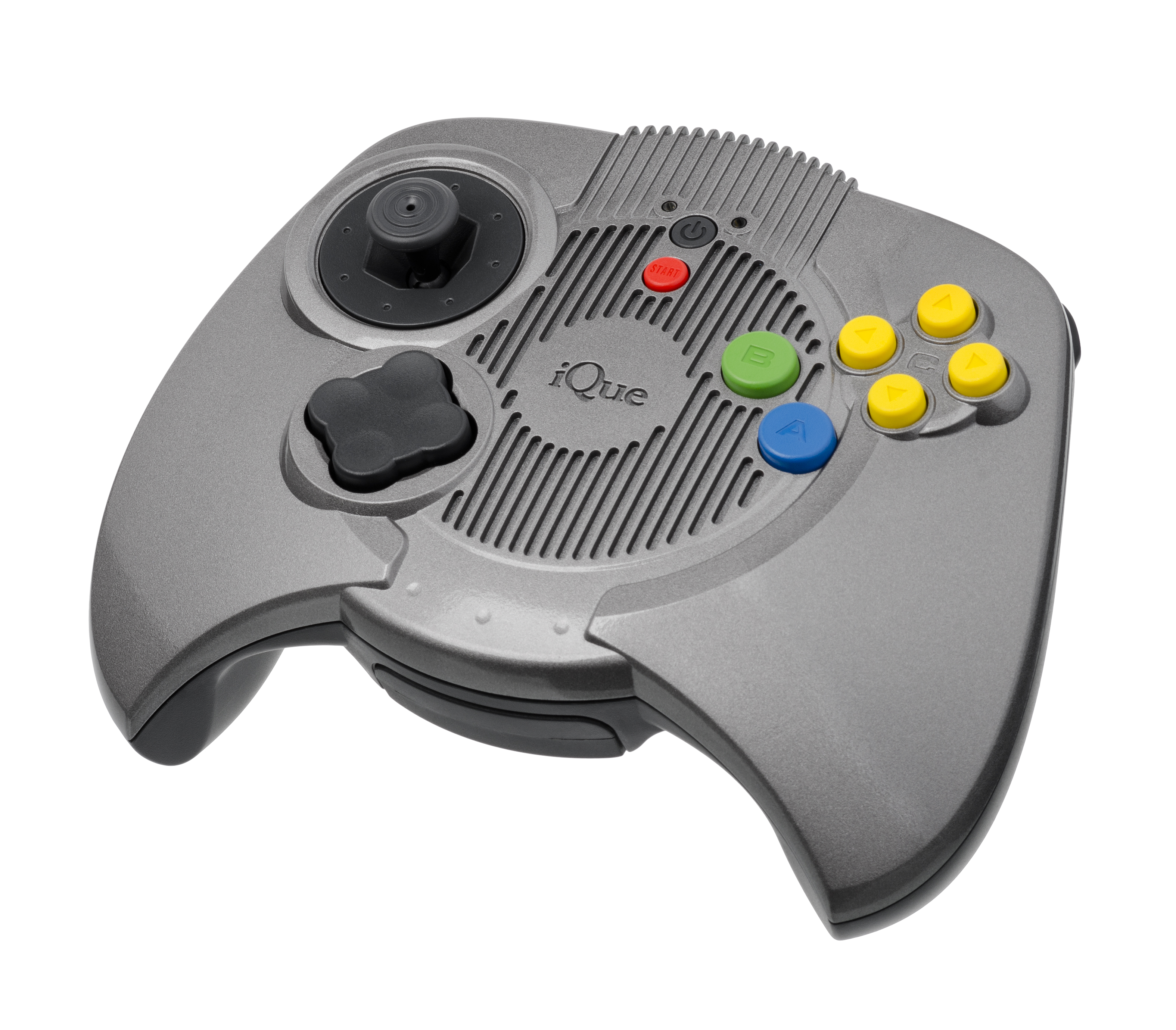
iQue Player

2003. november 17-én jelent meg az iQue Player (kínaiul: 神游机) a kontinentális Kínában a Nintendo 64 hardvere alapján. Az iQue Player egy egylapkás rendszer, amit a Nintendo fejlesztett és az iQue forgalmazott. A Nintendo azért hozta létre a konzolt, hogy visszaszorítsa Kínában a játékainak a kalózkodását, illetve a 2000-től érvényben lévő videójátékok-konzolok-tilalmat kijátssza. A konzol egybe van építve a kontrollerrel, amit közvetlenül a televízióra lehet csatlakoztatni. Az iQue-ra kiadott játékok memóriakártyán jelentek meg, amiket a kontrollerbe lehet helyezni. A géppel együtt 3 demójáték jött, a The Legend of Zelda: Ocarina of Time, a Super Mario 64 és a Star Fox 64, továbbá egy teljes játék, a Dr. Mario 64. Összesen 14 játék jelent meg a konzolra, amik a Nintendo 64-re korábban kiadott játékok voltak lefordítva kínaira. A játékokat PC-re csatlakoztatva is le lehet tölteni. A konzolból körülbelül 8 000 és 12 000 közötti darabot adtak el.